# Голиков, Алексей Павлович
Алексей Павлович Голиков (13 июля 1922, Давыдовка, Царицынская губерния — 17 марта 2002, Калач-на-Дону, Волгоградская область) — советский военнослужащий, участник Великой Отечественной войны, полный кавалер ордена Славы, командир отделения сапёрного взвода 928-го Дунайского стрелкового полка, сержант — на момент представления к награждению орденом Славы 1-й степени.

## Биография
Родился 13 июля 1922 года в селе Давыдовка (ныне — Дубовского района Волгоградской области). Окончил 4 класса в школе села Давыдовка. После смерти отца, умершего от ранения, полученного в Первой Мировой Войне, с двумя младшими сестрами и маленьким братом переехал в город Сталинград, работал на заводе с 14 лет.
13 июля 1941 года был призван в Красную Армию Сталинградском горвоенкоматом. Службу начал на Дальнем Востоке, в составе 44-го отдельного дорожно-саперного батальона. Только летом 13 июля 1942 года был направлен на фронт. Весь боевой путь прошел в составе разведроты саперного взвода 928-го стрелкового полка 252-й стрелковой дивизии. Участвовал в обороне Сталинграда, освобождении Левобережной Украины, города Харькова, форсировании Днепра, в разгроме Корсунь-Шевченковской группировки противника, Ясско-Кишиневской операции, форсировании Дуная, освобождении Чехословакии. В 1944 году вступил в ВКП/КПСС.
Во время наступления на левобережной Украине летом-осенью 1943 года разминировал 38 противотанковых и противопехотных мин, при форсировании реки Днепр в течение 18 дней обеспечивал доставку на правый берег десантников и боеприпасов. Был награждён медалью «За отвагу», через два месяца получил вторую медаль «За отвагу».
С 17 июня по 24 августа 1944 года в боях в районе населенных пунктов Немцень, Балаурешты, 48 км юго-восточнее города Яссы командир отделения сержант Голиков со своим отделением проделал 12 проходов в проволочных заграждениях, снял 33 противотанковые и противопехотные мины, пленил 6 солдат противника. Приказом по частям 252-й стрелковой дивизии от 18 сентября 1944 года сержант Голиков Алексей Павлович награждён орденом Славы 3-й степени.
В начале декабря 1944 года в районе населенных пунктов Надь-Дорог и Цеце, расположенных в 45 километрах северо-восточнее венгерского города Домбовар, 252-я стрелковая дивизия, встретив сильное сопротивление противника, перешла к обороне. Передний край проходил перед железной дорогой. Ежедневно по ней курсировал вражеский бронепоезд и прямой наводкой из пушек и пулеметов обстреливал позиции нашей дивизии. 5 декабря 1944 года сержант Голиков в составе группы старшего сержанта Исайченкова скрытно подобрался к железнодорожному полотну. Бойцы сняли часовых, заложили взрывчатку в акведук и взорвали полотно. Путь вражескому бронепоезду к огневым позициям был перекрыт. 20 декабря, при прорыве укреплений противника близ населенного пункта Пятеле и города Секешфехервар проделал вместе с саперами проход в минных и проволочных заграждениях врага. Приказом по войскам 4-й гвардейской армии от 11 марта 1945 года сержант Голиков Алексей Павлович награждён орденом Славы 2-й степени.
20—23 марта 1945 года в боях у населенного пункта Сомор обезвредил 21 противотанковую и противопехотную мину противника. 24 марта около населенного пункта Мадяр-Баня лично уничтожил до 10 пехотинцев. В ночь на 30 марта 1945 года в составе расчета старшего сержанта Исайченкова организовал форсирование стрелковыми подразделениями реки Дунай у города Комарно. За ночь саперы Голиков, Татаринцев и Исайченкова под сильным огнём противника сделали более 10 рейсов, переправляя на западный берег бойцов дивизии. 6 апреля участвовал в форсировании реки Морава в Чехословакии. За мужество и отвагу, проявленные в этих боях, все трое саперов — Исайченков, Татаринцев, Голиков — были представлены к награждению орденом Славы 1-й степени.
После Победы продолжал службу в армии.
Указом Президиума Верховного Совета СССР от 15 мая 1946 года за исключительное мужество, отвагу и бесстрашие, проявленные на заключительном этапе Великой Отечественной войны в боях с вражескими захватчиками, сержант Голиков Алексей Павлович награждён орденом Славы 1-й степени. Стал полным кавалером ордена Славы.
В 1946 году старшина Голиков демобилизован по состоянию здоровья.
Женился на подруге своего детства, также прошедшей весь военный путь связистом. Сначала они жили в Западной Украине (ныне Ивано-Франковс), где он занимался разминированием полей и лесов, там у них 2 декабря 1947 года родился сын. В это время был голод и мальчик 2 февраля 1948 г умер. После этого они переехали в Киевскую область, в село Шпола где он так же занимался разминированием. В Киевской области у них родились две дочери: Надежда 25 февраля 1949 г. и Валентина 30 мая 1951 г. Пережили голодное и тяжелое время. В 1953 году вернулись в город Сталинград, где 13 июля 1953 г. у них родилась дочь Нина. Работал сначала минером, восстанавливал разрушенный город, работал на заводе железобетонных изделий № 1. Позднее перешел на мебельную фабрику, где работал столяром и наладчиком деревообрабатывающих станков. Жил в городе-герое Волгограде. С 1985 года, после смерти жены, жил со второй женой в городе Калач-на-Дону.
Скончался 17 марта 2002 года. Похоронен на кладбище для героев России в г. Калач-на-Дону.

## Награды
- Орден Отечественной войны 1-й степени,
- орден Славы 3 степеней,
- медалями, в том числе две медали «За отвагу» (12.12.1943, 29.2.1944).

## Память
- В 2005 году на здании средней школы села Давыдовка установлена мемориальная доска.
- В Волгограде ещё при жизни А. П. Голикова его имя увековечено на стеле памяти на центральной «Аллее Героев».
- В Молдавии в городе Унгены в честь бойцов 928 стрелкового полка установлена памятная стела; на граните выбиты имена старших сержантов Исайченко и Симонова, сержанта Голикова и рядового Татаренцева. Жители Унген тем самым увековечили подвиг отважной четверки бойцов, которые, вызвавшись подавить фашистский ДЗОТ, не только выполнили задание, оставшись целыми и невредимыми, но и обеспечили переправу и освобождение города с минимальными потерями. Многие годы они встречались 9 мая.

Со своей любимой женой (в девичестве — Коноваловой Марией Николаевной) воспитали трех своих дочерей, помогли им всем получить высшее образование и стать достойными гражданами страны, спасенной ими от фашизма. Их дочери подарили им трех внучек и одного внука которых они очень любили. В настоящее время растут и учатся их четыре правнучки и четыре правнука.